# Basilia triseriata
Basilia triseriata är en tvåvingeart som beskrevs av Oskar Theodor 1967. Basilia triseriata ingår i släktet Basilia och familjen lusflugor. Inga underarter finns listade i Catalogue of Life.